# 桜川市立桃山中学校
桜川市立桃山中学校（さくらがわしりつももやまちゅうがっこう）は、茨城県桜川市にあった公立の中学校。2010年（平成22年）5月1日現在の生徒数は317人。
2003年（平成15年）10月から12月の間に放送されたTBS系列のテレビドラマ『ヤンキー母校に帰る』で、北友学園余市高等学校としてロケが行われた。
2018年（平成30年）3月末をもって廃校となり、桜川市立真壁小学校・桜川市立紫尾小学校と統合し、同じ校地に義務教育学校の桜川市立桃山学園が新設された。

## 沿革
- 1947年（昭和22年） - 前身となる真壁町立真壁中学校、紫尾村立紫尾中学校、長讃村立長讃中学校が開校[3]。
- 1957年（昭和32年）5月21日 - 真壁町立真壁南中学校が竣工し、開校する[4]。（真壁中学校・紫尾中学校と長讃中学校の一部を統合して成立[4]。）
- 1958年（昭和33年） - 真壁町立桃山中学校に改称する[4]。
- 1961年（昭和36年） - 屋内運動場（体育館）が竣工する[4]。
- 1990年（平成2年）
  - 3月 - 現在地に新しい屋内運動場（体育館）が完成する[5]。
  - 7月 - 現在地に新校舎が完成する[5]。
- 2005年（平成17年）10月1日 - 市町村合併により、桜川市立桃山中学校に改称。
- 2018年（平成30年）3月31日 - 廃校。桜川市立真壁小学校・桜川市立紫尾小学校と統合し、4月1日付で同校地に義務教育学校の桜川市立桃山学園を新設。

## 学区
いずれも桜川市内。
真壁小学校区
- 真壁町飯塚、真壁町伊佐々、真壁町亀熊、真壁町源法寺、真壁町田、真壁町羽鳥、真壁町塙世、真壁町古城、真壁町真壁、真壁町山尾

紫尾小学校区
- 真壁町酒寄、真壁町椎尾、真壁町東山田

## 学校行事
- 4月 入学式、始業式
- 5月 校外学習（2学年）、修学旅行（3学年）歩け歩け大会 (全学年)
- 7月 終業式
- 9月 体育祭
- 10月 文化祭（桃山祭）
- 12月 終業式
- 1月 始業式、立志のつどい、宿泊学習（1学年）
- 3月 卒業式、修了式

## 部活動
- 剣道部
- サッカー部
- 柔道部
- 吹奏楽部
- ソフトボール部（男子・女子）
- 卓球部（男子・女子）
- 軟式野球部
- バスケットボール部（男子・女子）
- バレーボール部（男子・女子）
- 美術部

## 交通
- 関東鉄道バス桃山バス停下車、徒歩約5分。